# Vincent (film 1982)
Vincent è un film del 1982 scritto e diretto da Tim Burton. È un cortometraggio horror a passo uno, prodotto dalla Walt Disney Productions e distribuito negli Stati Uniti dalla Buena Vista Distribution.
Nella versione originale il film è narrato dall'attore Vincent Price, che fu idolo e ispirazione per tutta la vita di Burton. Da questo rapporto, Price sarebbe apparso nuovamente in Edward mani di forbice di Burton. Vincent Price più tardi disse che il film era "la cosa più gratificante che sia mai accaduta. Era l'immortalità, meglio di una stella sulla Hollywood Boulevard".

## Trama
Vincent Malloy è un bambino di sette anni che finge di essere come l'attore Vincent Price (che narra il film). Fa esperimenti sul suo cane Abercrombie, ed è ossessionato dai racconti di Edgar Allan Poe. Il suo distacco dalla realtà durante la loro lettura lo porta a delirare, credendo di essere in realtà un artista torturato, privato della donna che ama, rispecchiando alcune parti del Corvo di Poe. Vincent, torturato dai componenti del suo mondo di finzione, citando Il corvo cade a terra in fragilità, credendo di essere morto.

## Produzione
Mentre lavorava come artista concettuale alla Walt Disney Animation Studios, Tim Burton si trovò due alleati: la dirigente Disney Julie Hickson e il capo dello sviluppo creativo Tom Wilhite. I due erano colpiti dai talenti unici di Burton e, benché non fosse "materiale Disney", sentivano che Burton meritasse di essere rispettato. Così, nel 1982, Wilhite diede a Burton 60.000 dollari per produrre un adattamento di una poesia che Burton aveva scritto intitolata Vincent. Burton aveva inizialmente previsto che la poesia fosse un breve libro per bambini, ma decise diversamente.
Insieme al collega animatore della Disney Rick Heinrichs, all'animatore a passo uno Stephen Chiodo e al cameraman Victor Abdalov, Burton lavorò al progetto per due mesi e presentò un cortometraggio di sei minuti. Girato in netto bianco e nero, nello stile dei film espressionisti tedeschi degli anni '20, Vincent mostra una serie di situazioni ispirate ai film con Vincent Price o basati su storie di Edgar Allan Poe che avevano avuto effetto su Burton bambino, tra cui la sperimentazione su un cane - un tema che sarebbe poi apparso in Frankenweenie - e l'accogliere la zia a casa evocando contemporaneamente l'immagine di lei immersa nella cera calda. Vincent Malloy, il protagonista del film, ha una somiglianza impressionante con lo stesso Tim Burton.
Il film è narrato dall'idolo d'infanzia di Burton, Vincent Price, e segnò l'inizio di un'amicizia tra loro che durò fino alla morte di Price nel 1993. Burton accredita l'esperienza come una delle più formative della sua vita.

## Distribuzione
Il film uscì per due settimane in un cinema di Los Angeles con il film adolescenziale Un ragazzo chiamato Tex. Prima di venire ritirato raccolse numerosi riconoscimenti critici. La Disney era soddisfatta del film, ma non sapeva cosa farsene.

## Citazioni e riferimenti
Una prima forma del personaggio di Jack Skeletron di Nightmare Before Christmas può essere visto in un paio di inquadrature del corto. Jack apparve anche in Beetlejuice - Spiritello porcello e James e la pesca gigante. I primi due camei avvennero anni prima della produzione di Nightmare Before Christmas, anche se Burton aveva accarezzato l'idea della storia originale mentre era ancora animatore alla Disney.